# بورگ‌هولتسلی
بورگ‌هولتسلی، که نام خود را از تپه‌ای جنگلی در ناحیهٔ «ریسباخ» در جنوب‌شرقی زوریخ گرفته‌است، بیمارستان دانشگاهی روان‌پزشکی زوریخ و یکی از مراکز اصلی روان‌پزشکی در سوئیس به‌شمار می‌رود.
این مرکز به‌عنوان یک بیمارستان پژوهشی، با دانشگاه زوریخ همکاری نزدیک دارد.

## تاریخچه
پیش از ساخت نهادهای دولتی ویژه، بیشتر افراد مبتلا به بیماری‌های روانی و ناتوانی‌های ذهنی به‌طور خصوصی نگهداری می‌شدند. در سال ۱۸۵۱، سرشماری‌ای تحت عنوان «شمارش دیوانگان» () انجام شد که نشان داد کمتر از ده درصد از ۱۲۸۱ نفری که در ایالت زوریخ شناسایی شدند، تحت مراقبت بیمارستانی قرار داشتند؛ آن‌هم در بیمارستان‌هایی که بیشترشان بخش ویژهٔ روان‌پزشکی نداشتند. در سال ۱۸۱۷، شهر زوریخ بخشی برای بیماران روانی در «بیمارستان قدیمی» () ایجاد کرد. این بخش در ابتدا شامل ۲۴ سلول برای افراد مبتلا به بیماری روانی بود. در دههٔ ۱۸۴۰، کل این بیمارستان به مکانی اختصاصی برای نگهداری بیماران مزمن و روانی تبدیل شد. شرایط نامناسب این بیمارستان بارها مورد انتقاد قرار گرفت و همین امر باعث شد پیشنهادهایی برای ساخت تیمارستان‌های جدید مطرح شود. تا سال ۱۸۶۳، طرح ساخت یک تیمارستان جدید در منطقهٔ بورگ‌هولتسلی () تکمیل شد. در سال ۱۸۶۴، پارلمان ایالتی رأی به آغاز ساخت این مرکز داد.: 45–46 : 49–50  این گسترش مراقبت روان‌پزشکی در زمانی روی داد که در گفتمان عمومی در سوئیس و دیگر کشورهای اروپایی، وجود مراکز بستری برای بیماران روانی، نشانه‌ای از پیشرفت جامعه تلقی می‌شد.:49-50
ویلهلم گریزینگر نقش مهمی در برنامه‌ریزی این تیمارستان جدید ایفا کرد. هرچند پیش از پایان ساخت و افتتاح رسمی بیمارستان در سال ۱۸۷۰ درگذشت، اما از او به عنوان بنیان‌گذار بورگ‌هولتسلی یاد می‌شود. از ۱۸۷۰ تا ۱۸۷۹، این بیمارستان سه مدیر داشت:  برنهارد فون گودن،  گوستاو هوگنن و ادوارد هیتسیش. هر سه نفر تمرکز خود را بر روان‌پزشکی عصبی گذاشته بودند، و پژوهش‌های آنان بر آسیب‌شناسی و فیزیولوژی مغز متمرکز بود.
چهارمین مدیر بورگ‌هولتسلی اوگوست-آنری فورل بود که نزدیک به بیست سال این مسئولیت را بر عهده داشت. فورل آزمایش‌هایی در زمینهٔ هیپنوتیزم بر بیماران و کارکنان انجام داد و همچنین این روش را به دانشجویان خود آموزش می‌داد.:52-53 او که طرفدار سرسخت اصلاح نژادی بود، در دوران مدیریت خود اقدام به انجام عقیم‌سازی بیماران در این کلینیک کرد. در آن زمان، این اقدامات با دلایل ظاهراً درمانی توجیه می‌شد، اما فورل بعدها نوشت که این دلایل تنها «بهانه» بوده‌اند و هدف واقعی، صرفاً یک هدف اجتماعی بوده است.: 126  روند عقیم‌سازی اجباری بیماران روانی پس از او نیز توسط جانشینانش ادامه یافت.: 143–160 
در سال ۱۸۹۸، اوژن بلولر به مدیریت بورگ‌هولتسلی رسید و تا سال ۱۹۲۷ در این سمت باقی ماند. دوران بلولر یکی از درخشان‌ترین ادوار این بیمارستان به‌شمار می‌رود، زیرا در این زمان، روان‌کاوی، نظریه‌های روان‌پزشکی فروید، و نیز فعالیت‌های خلاقانهٔ دستیارش کارل گوستاو یونگ در بیمارستان گسترش یافت. پس از او، هانس-وولفگانگ مایر و سپس پسرش مانفرد بلولر مدیر این مرکز شدند.
علاوه بر یونگ، روان‌پزشکان سرشناسی نیز بخشی از فعالیت حرفه‌ای خود را در بورگ‌هولتسلی گذراندند، از جمله: کارل آبراهام، لودویگ بینزوانگر، اوژن مینکوفسکی، هرمان رورشاخ، فرانتس ریکلین، کنستانتین فون موناکوف، اوژن بلولر، ارنست رودین، آدولف مایر، آبراهام بریل و امیل اوبرهولزر. ادوارد اینشتین، پسر آلبرت اینشتین، نیز در این بیمارستان بستری بوده است. همچنین لوسیا جویس، دختر جیمز جویس، از بیماران این مرکز بوده است. امروزه، بورگ‌هولتسلی به عنوان مرکزی مهم برای پژوهش‌های روان‌پزشکی و درمان بیماری‌های روانی شناخته می‌شود.  یوان کامرون، روان‌پزشک جنجالی، در اواخر دههٔ ۱۹۲۰ در این بیمارستان تحصیل کرده بود.
در ششم مارس ۱۹۷۱، آتشی در کلینیک رخ داد که به مرگ ۲۸ بیمار مرد سالمند بر اثر خفگی انجامید. وجود میله‌هایی بر پنجره‌ها تلاش امدادگران را برای نجات جان بیماران با مشکل روبه‌رو کرد.

## نکات جالب
فیلم معمایی و ساختگی سوئیسی مارموررا محصول سال ۲۰۰۷، در مکان‌های گوناگونی فیلم‌برداری شد؛ از جمله در آسایشگاه «بورگ‌هولتسلی» در ناحیهٔ وینه‌گ در زوریخ، کنار رود لیمات نزدیک تکنوپارک زوریخ، در تفرجگاه لیمات‌کوای، و بر روی پل مونستر‌بروکه که به سوی میدان مونسترهوف می‌رود.